# مايكل كوشميستر فون ستيرنبيرغ
مايكل كوشميستر فون ستيرنبيرغ (بالإنجليزية: Michael Küchmeister von Sternberg)‏ (و. 1370 – 1423 م) هو عسكري، ولد في سيليزيا، توفي في غدانسك، عن عمر يناهز 53 عاماً.

## مناصب
تولى منصب سيد فرسان تيوتون الأكبر ‏ (1422–1441)
.
| المناصب السياسية          | المناصب السياسية                     | المناصب السياسية       |
| ------------------------- | ------------------------------------ | ---------------------- |
| سبقه Heinrich von Plauen ‏ | سيد فرسان تيوتون الأكبر ‏ 1422 - 1441 | تبعه Paul von Rusdorf ‏ |